# لازارواتس
لازارواس (به صربی: Лазаревац) شهری در استان زنتراصربین کشور صربستان است که جمعیت آن در سال ۲۰۰۶ میلادی ۲۴٫۷۸۲ نفر بوده‌است.